# Geth's Noch
Geth's Noch er en Electro House-duo fra Belgien.
| Musikgruppe | Spire Denne artikel om en musikgruppe er en spire som bør udbygges. Du er velkommen til at hjælpe Wikipedia ved at udvide den. |